# Noshaq
De Noshaq, ook wel gespeld als Noshak en Nowshak, is met 7492 meter de hoogste berg van Afghanistan. De berg ligt voor een deel in de provincie Badachsjan in het uiterste noordoosten van het land en voor een deel in de provincie Khyber-Pakhtunkhwa in Pakistan. De Noshaq is de op een na hoogste berg van de Hindoekoesj. Alleen de Tirich Mir is nog hoger.

## Beklimmingen
De Noshaq werd voor het eerst in 1960 beklommen door Toshiaki Sakai en Goro Iwatsubo, die deelnamen aan een Japanse expeditie. Zij beklommen de berg via de zuidoostelijke route, die start in Pakistan. De berg kan ook vanuit Afghanistan worden beklommen, via de westelijke route. 
Zabih Afzali en Fatima Sultani zijn beroemde Afghaanse bergbeklimmers die in 2020 Noshaq hebben beklommen. Deze twee bergbeklimmers wonen nu in Polen. 